# باریم کربنات
کربنات باریم (به انگلیسی: Barium carbonate) با فرمول شیمیایی BaCO۳ یک ترکیب شیمیایی است. که جرم مولی آن ۱۹۷٫۳۴ g/mol می‌باشد. شکل ظاهری این ترکیب، بلورهای سفید است.